# Trastuzumabe
O trastuzumabe ou trastuzumab (nome comercial: Herceptin®, en:Genentech) é um anticorpo monoclonal, humanizado, utilizado em tratamento contra câncer de mama.

## História
O trastuzumabe (nome comercial: Herceptin®, en:Genentech) é um anticorpo monoclonal, humanizado, derivado do DNA recombinante que liga-se com alta afinidade ao Receptor do Fator de Crescimento Epidermal Humano 2 (HER2).
O anticorpo é uma IgG que contém trechos humanos que ligam-se à HER2.
O anticorpo humanizado é produzido por uma cultura de células do ovário do Hamster Chinês em um meio com nutrientes contendo o antibiótico gentamicina. O gentamicina não é detectado no produto final. O trastuzumabe é um pó estéril, amarelado, sem conservantes e liofilizado para administração intravenosa. No produto comercial Herceptin®, o conteúdo da ampola é 440 mg de trastuzumabe, 9,9 mg de L-histidina HCl, 6,4 mg de L-histidina, 400 mg de dihidrato de alfa,alfa-trehalose e 1,8 mg de polisorbato 20, grau USP.

## Indicações
O Trastuzumabe é indicado no tratamento de pacientes com câncer de mama metastizado, cujo tumor superexpressa a proteína HER2, e que tem recebido dois ou mais regimes quimioterápicos para o tumor, submetidos anteriormente a uma antraciclina e um taxano. O tratamento combinado com paclitaxel é indicado para o tratamento de câncer de mama que superexpressam a proteína HER2 e não receberam tratamento prévio de antraciclinas para o tumor.

### Terapêuticas
A dosagem inicial (Ataque) recomendada é de 8 mg/kg de trastuzumabe, administrado em uma infusão de 90 minutos. A dose de manutenção é de 6 mg/kg de Trastuzumabe e pode ser administrado como uma infusão de 30 minutos se a dose inicial foi bem tolerada.

## Efeitos colaterais
O tratamento com trastuzumabe pode causar disfunção cardíaca por lesão das células miocárdicas. Os sintomas mais comuns da insuficiência cardíaca são: dispnéia, tosse, dispnéia paroxística noturna e edema periférico. O exame ecocardiográfico mostra redução da fração de ejeção do ventrículo esquerdo.
A insuficiência cardíaca congestiva, durante terapia com o trastuzumabe pode ser severa em 0,5 a 4% dos casos, mas frequentemente é reversível com a suspensão do medicamento e tratamento clínico apropriado. Casos fatais são raros.Deve-se tomar cuidado redobrado ao inicar tratamento com Trastuzumabe em pacientes com risco aumentado para insufuciência cardíaca, tais como as pacientes previamente expostas a antracíclicos, idosas ou com insuficiência cardíaca por outras causas.

## Interações
Existe sinergismo entre o trastuzumabe e vários agentes quimioterápicos antineopllásicos

## Contra-indicações
O Trastuzumabe deve ser administrado com cuidado em pacientes com hipersensibilidade ao trastuzmabe, células de ovário de Hamster Chinês ou qualquer composto deste produto. O trastuzumab deve ser administrado com precaução em doentes com história de doenças do coração.

## Intoxicação
Não há relatos de superdosagens em humanos. Doses > 500 mg não foram testadas.